# Sunday Mail
Ne doit pas être confondu avec The Mail on Sunday.
Le Sunday Mail est un journal écossais publié à Glasgow depuis 1919, il est lié au Daily Record.

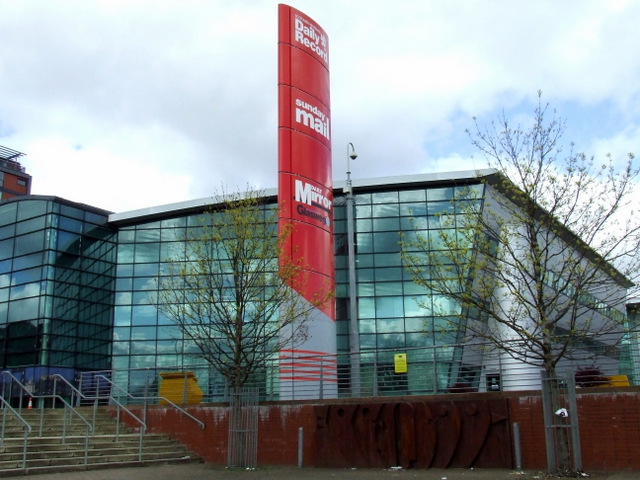
Siège commun du Daily Record et du Sunday Mail à Glasgow.